# Trosly-Loire
Trosly-Loire település Franciaországban, Aisne megyében. Lakosainak száma 551 fő (2022. január 1.). Trosly-Loire Champs, Épagny, Guny, Saint-Aubin, Saint-Paul-aux-Bois, Selens és Vézaponin községekkel határos.

## Népesség
A település népessége az elmúlt években az alábbi módon változott:
| Lakosok száma | 560  | 609  | 623  | 583  | 606  | 611  | 613  | 583  | 568  | 551  |
|               | 1968 | 1982 | 1990 | 2006 | 2013 | 2015 | 2017 | 2019 | 2020 | 2022 |